# Mario Baroni
Pour les articles homonymes, voir Baroni.
Mario Baroni (né le 11 mars 1927 à Scarperia et mort le 1er août 1994 à Valdarno) est un coureur cycliste italien. Professionnel de 1950 à 1958, il a remporté une étape du Tour d'Italie et du Tour d'Espagne en 1957. Il a été équipier de Fausto Coppi lors de sa victoire au Tour de France 1952.
Son frère cadet Vasco a également été cycliste professionnel.

## Palmarès

### Palmarès amateur
- 1949
  - Coppa Lanciotto Ballerini
  - 3e de Florence-Viareggio

### Palmarès professionnel
- 1952
  - 2e de Sassari-Cagliari
- 1956
  - 1re étape du Tour des Pays-Bas
  - 6e de Milan-San Remo
- 1957
  - 12e étape du Tour d'Espagne
  - 14e étape du Tour d'Italie

## Résultats sur les grands tours

### Tour de France
3 participations
- 1952 : 41e
- 1953 : 53e
- 1957 : 53e

### Tour d'Italie
9 participations
- 1950 : 35e
- 1951 : 45e
- 1952 : 78e
- 1953 : 53e
- 1954 : abandon
- 1955 : 20e
- 1956 : 22e
- 1957 : 74e, vainqueur de la 14e étape
- 1958 : 76e

### Tour d'Espagne
2 participations
- 1955 : 28e
- 1957 : 46e, vainqueur de la 12e étape